# Petit-duc d'Arabie
Otus pamelae
Espèce
Statut de conservation UICN

 LC  : Préoccupation mineure
Le Petit-duc d'Arabie (Otus pamelae) est une espèce d'oiseaux de la famille des Strigidae, autrefois considéré comme une sous-espèce du Petit-duc africain (O. senegalensis).

## Répartition
Cet oiseau peuple la savane du Piémont arabe du sud-ouest (en).